# Onthophagus octogonus
Onthophagus octogonus är en skalbaggsart som beskrevs av Frey 1962. Onthophagus octogonus ingår i släktet Onthophagus och familjen bladhorningar. Inga underarter finns listade i Catalogue of Life.